# Marathon van Utrecht 2012

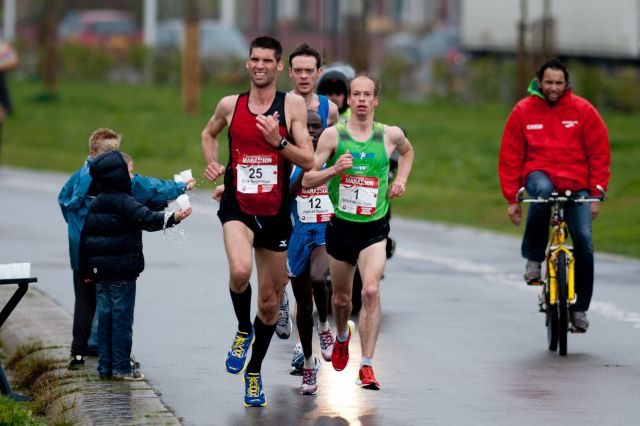
Olfert Molenhuis op weg naar een tweede plaats.

De Jaarbeurs Utrecht Marathon 2012 vond plaats op maandag 9 april 2012 (Tweede Paasdag) in Utrecht. De start en finish waren bij de Jaarbeurs voor het Beatrixgebouw op de Croeselaan. De organisatie behaalde met 11.000 inschrijvingen een record.
Bij de mannen werd de wedstrijd gewonnen door de Oekraïner Aleksandr Babaryka met een tijd van 2:19.10. Met zijn eerste marathon streek hij gelijk 3000 euro aan prijzengeld op. De eerst aankomende Nederlander Olfert Molenhuis eindigde met 2:19.53 op een tweede plaats. Bij de vrouwen ging Sharon Tavengwa uit Zimbabwe, echtgenote van de Nederlandse marathonloper Luc Krotwaar, met de hoogste eer strijken. Zij finishte in 2:36.26 en eindigde hiermee bijna vier minuten voor de Oekraïense atlete Nataliya Lehenkova. De beste Nederlandse was Miriam van Reijen met 2:42.35. Tavenga had zich in Utrecht willen plaatsen voor de Spelen, maar had daarvoor 2:35.00 moeten lopen.
Naast de hele afstand was er ook een wedstrijd met als afstand een halve marathon. Verder waren er twee recreatieve lopen over 5 km en 10 km en diverse kinderlopen. Doordat medewerkers van de organisatie de lopers de verkeerde kant opstuurden, liepen deze een te korte afstand. De organisatie bood haar excuses hiervoor aan.

## Uitslagen

### Marathon

#### Mannen
| rang   | naam               | land | tijd    |
| ------ | ------------------ | ---- | ------- |
| Goud   | Aleksandr Babaryka | UKR  | 2:19.10 |
| Zilver | Olfert Molenhuis   | NED  | 2:19.53 |
| Brons  | Petr Pechek        | UKR  | 2:20.36 |
| 4      | Viljar Vallimäe    | EST  | 2:21.29 |
| 5      | Japhet Koech       | KEN  | 2:21.35 |
| 6      | Adrey Latyshev     | RUS  | 2:23.55 |
| 7      | Jeroen van Erp     | NED  | 2:26.05 |
| 8      | Luc Krotwaar       | NED  | 2:27.32 |
| 9      | Ralph Lipp         | EST  | 2:29.34 |
| 10     | Remon van Lunzen   | NED  | 2:29.45 |

#### Vrouwen
| rang   | naam               | land | tijd    |
| ------ | ------------------ | ---- | ------- |
| Goud   | Sharon Tavengwa    | ZIM  | 2:35.26 |
| Zilver | Nataliya Lehenkova | UKR  | 2:39.20 |
| Brons  | Zana Jereb         | SLO  | 2:39.47 |
| 4      | Lydia Kurgat       | KEN  | 2:40.12 |
| 5      | Tetyana Vernyhor   | UKR  | 2:40.18 |
| 6      | Viola Kimetto      | KEN  | 2:40.41 |
| 7      | Neza Mravlje       | SLO  | 2:40.44 |
| 8      | Miriam van Reijen  | NED  | 2:42.35 |
| 9      | Reina Visser       | NED  | 2:46.05 |
| 10     | Helena Javornik    | SLO  | 2:48.34 |

### Halve marathon

#### Mannen
| rang   | naam                 | land | tijd    |
| ------ | -------------------- | ---- | ------- |
| Goud   | Jorit van Malsen     | NED  | 1:06.57 |
| Zilver | Tim Stessens         | BEL  | 1:07.14 |
| Brons  | Jarno van Miltenburg | NED  | 1:07.34 |
| 4      | Zac Freudenburg      | NED  | 1:07.46 |
| 5      | Geert Maes           | BEL  | 1:08.42 |
| 6      | Jeroen Hendrikx      | BEL  | 1:09.08 |
| 7      | Wesley van der Gouw  | NED  | 1:09.15 |
| 8      | Dennis Laerte        | BEL  | 1:09.39 |
| 9      | Jelle Bertels        | BEL  | 1:10.12 |
| 10     | Dave Maes            | BEL  | 1:14.28 |

#### Vrouwen
| rang   | naam                     | land | tijd    |
| ------ | ------------------------ | ---- | ------- |
| Goud   | Mariska Dute             | NED  | 1:21.15 |
| Zilver | Pauline Claessen         | NED  | 1:21.55 |
| Brons  | Jeanine van de Klashorst | NED  | 1:23.56 |
| 4      | Agnes Schipper           | NED  | 1:24.10 |
| 5      | Femke Boddeke-Vossepoel  | NED  | 1:27.25 |

1978 · 
1979 · 
1980 · 
1981 · 
1982 · 
1983 · 
1984 · 
1985 · 
1986 · 
1987 · 
1988 · 
1989 · 
1990 · 
1991 · 
1992 · 
1993 · 
1994 · 
1995 · 
1996 · 
1997 · 
1998 · 
1999 · 
2000 · 
2001 · 
2002 · 
2003 · 
2004 · 
2005 · 
2006 · 
2007 · 
2008 · 
2009 · 
2010 ·
2011 ·
2012